# Jüdische Gemeinde Offenburg
Eine Jüdische Gemeinde in Offenburg, einer Stadt im Ortenaukreis in Baden-Württemberg, bestand bereits im Mittelalter.

## Geschichte
Die mittelalterliche jüdische Gemeinde wurde beim Judenpogrom im Dezember 1348 vernichtet. In der Bäckergasse (früher Judengasse) befand sich eine 1392 genannte Synagoge. Das um 1300 angelegte rituelle Bad (Mikwe) ist unter dem 1793 erbauten Haus Glaserstraße 8 erhalten.
Die neuzeitliche jüdische Gemeinde bestand seit dem 17. Jahrhundert. Während des Dreißigjährigen Krieges werden 1627 Juden in der Stadt aufgenommen. Die Zerstörung Offenburgs 1689, infolge des Pfälzischen Erbfolgekrieges, führte zur Auflösung der Gemeinde.
Ab 1862 konnten sich wieder Juden in Offenburg niederlassen und 1865 wurde offiziell eine Gemeinde gegründet. Durch Abwanderung jüdischer Landbewohner in die Städte, hier z. B. aus Diersburg, Friesenheim, Rust und Schmieheim, stieg die Zahl der Gemeindemitglieder 1868 auf 150. Die jüdische Gemeinde Offenburg gehörte zum Bezirksrabbinat Schmieheim, das 1893 nach Offenburg verlegt wurde.
Der jüdischen Gemeinde Offenburg gehörten 1924 aus den folgenden Orten jüdische Personen an: Appenweier (5), Durbach (8), Gengenbach (40), Haslach im Kinzigtal (10), Nordrach (7), Renchen (3) und Triberg (8).
Die jüdischen Einwohner Offenburgs hatten zahlreiche Handels- und Gewerbebetriebe, die von großer Bedeutung für die wirtschaftliche Entwicklung der Stadt waren.

## Jüdische Vereine
- Wohltätigkeitsverein, gegründet etwa 1875 mit dem Zweck: Unterstützung Hilfsbedürftiger, Torastudium
- Männerkrankenverein, gegründet etwa 1875 mit dem Zweck: Unterstützung Ortsansässiger, Dienste in Sterbefällen
- Frauenkrankenverein bzw. Frauenverein, gegründet etwa 1875 mit dem Zweck: Krankenunterstützung und Bestattungswesen
- Wohlfahrtsvereinigung
- Wanderfürsorge, gegründet 1927 mit dem Zweck: Wanderfürsorge und Armenkasse
- Jüdischer Jugendbund

## Nationalsozialistische Verfolgung
Auf Grund der zunehmenden Repressalien und der Entrechtung wanderte ein Teil der jüdischen Einwohner aus.
Das Gedenkbuch des Bundesarchivs verzeichnet 70 in Offenburg geborene jüdische Bürger, die dem Völkermord des nationalsozialistischen Regimes zum Opfer fielen.

## Gemeindeentwicklung
| Jahr | Gemeindemitglieder                    |
| ---- | ------------------------------------- |
| 1863 | 37 Personen                           |
| 1868 | 150 Personen                          |
| 1871 | 223 Personen                          |
| 1875 | 290 Personen oder 4,4 % der Einwohner |
| 1880 | 387 Personen oder 5,3 % der Einwohner |
| 1895 | 334 Personen oder 3,4 % der Einwohner |
| 1900 | 337 Personen oder 2,5 % der Einwohner |
| 1910 | 288 Personen oder 1,7 % der Einwohner |
| 1925 | 291 Personen oder 1,7 % der Einwohner |
| 1933 | 271 Personen oder 1,5 % der Einwohner |
| 1939 | 98 Personen oder 0,5 % der Einwohner  |

## Synagoge
Von 1868 bis 1875 wurde ein Betsaal in der Essigfabrik Pfaff eingerichtet (Seestraße 1). 1875 wurde das Gasthaus Salmen, das damals der Stadt gehörte, von der jüdischen Gemeinde gekauft und im Tanzsaal ein Betsaal eingerichtet (Lange Straße 52, Hinterhaus). Im Vorderhaus befanden sich die Wohnungen des Vorsängers beziehungsweise des Rabbiners und des Synagogendieners. Die Galerie des Saales wurde als Frauenempore genutzt. 1922 wurde die Synagoge renoviert.
Beim Novemberpogrom 1938 wurde die gesamte Inneneinrichtung zerstört. Am 1. Juli 1940 musste die jüdische Gemeinde das Gebäude an die Stadt Offenburg verkaufen, die es vermietete. Nach verschiedenen Nutzungen richtete 2002 die Stadt das Gebäude der ehemaligen Synagoge als Kulturzentrum und Erinnerungsstätte ein.
Am 8. November 1978 wurde in Anwesenheit von Landesrabbiner Nathan Peter Levinson eine Gedenktafel, die an die ehemalige jüdische Gemeinde erinnert, angebracht.